# L'Hôpital-sous-Rochefort
L'Hôpital-sous-Rochefort là một xã trong tỉnh Loire miền trung nước Pháp.